# هولوگانگا
هولوگانگا (به لاتین: Huluganga) یک منطقهٔ مسکونی در سری‌لانکا است که در استان مرکزی (سری‌لانکا) واقع شده‌است.